# یادگیری اجتماعی

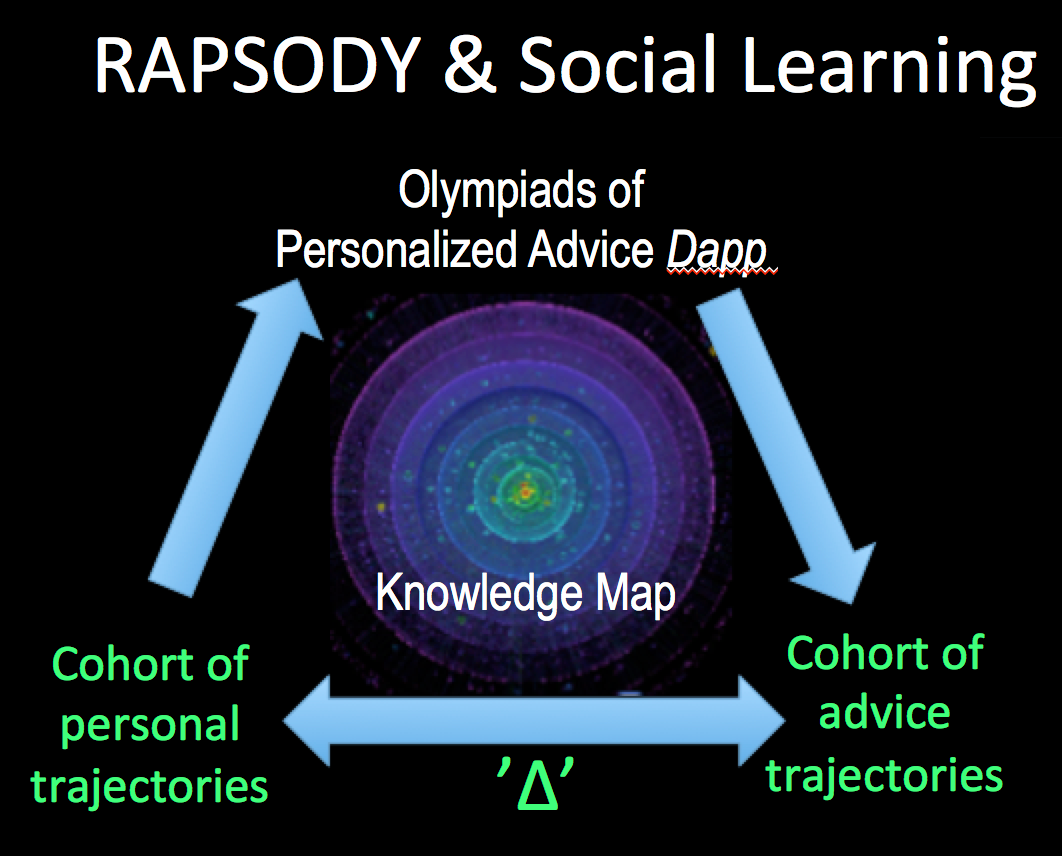
یادگیری اجتماعی زمانی همگرا است که احتمال موقعیت-عمل در گروه مسیرهای شخصی نزدیک به احتمال موقعیت-عمل در گروه مسیرهای مشاوره باشد.

یادگیری اجتماعی (به انگلیسی: Social learning) یا پرورش اجتماعی (به انگلیسی: Social pedagogy)، نوعی یادگیری است که در مقیاس گسترده‌تری نسبت به یادگیری فردی یا گروهی، تا مقیاس اجتماعی، از طریق برهم‌کنش اجتماعی بین همسالان صورت می‌گیرد. ممکن است سبب تغییر در نگرش و رفتار شود یا نشود.
اگر قرار است یادگیری اجتماعی تلقی شود، باید:
1. نشان دهید که تغییر درک در افراد درگیر رخ داده‌است.
2. نشان می‌دهد که این تغییر فراتر از فرد است و در واحدهای اجتماعی یا جوامع عملی گسترده‌تر جای می‌گیرد.
3. از طریق برهم‌کنش‌ها و فرآیندهای اجتماعی بین بازیگران در یک شبکه اجتماعی رخ می‌دهد.[۱]

این یک سیستم نظری است که بر رشد کودک و چگونگی تأثیر تمرین و آموزش بر مهارت‌های زندگی آنها تمرکز دارد. این ایده حول محور این مفهوم است که کودکان فعال و شایسته هستند.